# 胡·說樓市
胡·說樓市（英語：WuChatProp），是香港一個網上地產新聞平台，由有線電視節目《樓盤傳真》前主播胡國威，及兩位明報網上資深財經記者賀慧恩和陳迪麟，共同創立。平台最初透過Facebook「胡·說樓市」專頁，發佈樓市資訊及評論，隨後開創YouTube及網站等媒介發佈影片及文字內容。

## 歷史

### 成立
「胡·說樓市」專頁成立於2017年10月，三位創辦人先後離開原有工作崗位，胡國威辭去任職13年的有線電視主播工作，其餘兩位創辦人亦辭去明報網上財經平台工作，直至同年12月三人全力拓展「胡·說樓市」Facebook 專頁及YouTube頻道，以製作不同類型的樓市節目，在網上跟受眾就各樣的樓市議題，一起研究及交流。

### 收入來源
「胡·說樓市」的收入來源主要來自提供片給不同機構，團隊亦有應地產商邀請拍攝廣告節目，或替企業員工進行公關訓練，傳授應對傳媒的技巧等。

## 資料來源
1. 1 2 3  . 眾新聞. 2019-02-24. （原始内容存档于2021-06-28）.
2. ↑  . iMoney. 2018-03-29.
3. ↑  . 經濟一週. 2018-12-03. （原始内容存档于2020-10-21）.

## 外部連結
- 官方网站
- 胡·說樓市官方Facebook專頁 （页面存档备份，存于）
- 胡·說樓市官方YouTube頻道
- 胡·說樓市官方LinkedIn專頁